# Cyteen
Cyteen è un romanzo di fantascienza di C.J. Cherryh, ambientato nell'universo della Lega e della Confederazione. Narra dell'assassinio di un'importante donna politica e scienziata, e delle sue profonde conseguenze sulle vicende della Confederazione.
Il romanzo ha vinto il premio Hugo e il premio Locus. Il seguito, Regenesis, è stato pubblicato nel 2009.

## Scenario
Colonizzato a partire dal 2201 da un gruppo di scienziati e tecnici dissidenti, il sistema di Cyteen (la stella Lalande 46650) comprende l'omonimo pianeta e le stazioni Cyteen esterna e interna. Cyteen si è dichiarata indipendente dalla Terra nell'anno 2300 ed è divenuta la capitale della Confederazione.
L'atmosfera del pianeta è moderatamente tossica per gli esseri umani, e ciò rende necessaria la creazione di aree parzialmente separate dall'ambiente esterno, in cui si formano città-stato. Cyteen è vista come l'antitesi della Terra: il cuore della Confederazione è Reseune, la città-laboratorio che è centro di ricerca e di produzione di cloni umani. Per mezzo dei cloni, o "azi", la Confederazione raggiunge una popolazione sufficientemente ampia da permetterle di esistere ed espandersi. La clonazione umana tuttavia è disapprovata dalla Terra e dalla Lega, principale rivale della Confederazione.
Gli azi sono incubati in vitro in uteri artificiali, ma anche i normali cittadini, o "cit", possono esserlo, ad esempio per far nascere un bambino che sostituisca uno morto. Ciò che caratterizza gli azi è che essi sono educati ed istruiti fin dalla nascita per mezzo di "nastri", con una combinazione di condizionamento e biofeedback controllata da computer. Questa tecnica di apprendimento viene utilizzata anche dai normali esseri umani, ma in modo meno esteso e profondo e soltanto dopo i primi anni di vita. Di conseguenza vi sono rilevanti differenze psicologiche: ad esempio, gli umani riescono molto meglio a reagire a situazioni nuove e incerte, mentre gli azi hanno una maggiore capacità di concentrazione.
Il programma educativo complessivo impartito a un azi è chiamato "psicoset". La progettazione di nastri è una disciplina estremamente complessa, poiché psicoset mal progettati possono condurre gli azi ad essere emotivamente instabili.

## Trama
L'azione ha inizio nell'anno 2404. Ariane Emory è una "speciale", cioè un genio riconosciuto dallo Stato; ve ne sono soltanto quattordici in tutta la Confederazione. Oltre a svolgere ricerche sugli azi, dirige anche Reseune (che era stata fondata dai suoi genitori) con l'aiuto di Giraud e Denys Nye.
Emory fa inoltre parte del Consiglio dei Nove, il più importante organo di governo della Confederazione. Due fazioni lottano per il potere nella Confederazione: i centristi e gli espansionisti. Questi ultimi, sotto la guida di Emory, sostengono l'allargamento della Confederazione per mezzo dell'esplorazione, della costruzione di nuove stazioni e della clonazione. I loro rivali, guidati da Mikhail Corain, vorrebbero concentrare le risorse e gli sforzi di sviluppo sui pianeti e le stazioni esistenti. Gli espansionisti hanno dominato la politica della Confederazione fin dalla sua fondazione: questa situazione è stata favorita dall'esistenza del "rejuv", un farmaco ricavato da risorse locali che allunga la vita e annulla gran parte degli effetti dell'invecchiamento. La stessa Emory all'inizio del romanzo ha 120 anni e solo a quest'età mostra i primi segni di vecchiaia, ed è Consigliere (cioè ministro) della Scienza da circa cinquant'anni.
Anche Jordan Warrick, già collega di Ariane Emory e ora suo acceso rivale, è uno speciale. Jordan ha creato e allevato un clone di sé stesso, Justin. Justin è cresciuto insieme a Grant, un azi sperimentale creato da Emory a partire dal genoma lievemente modificato di un altro speciale. Justin e Grant sono molto legati, e quando il primo comincia a lavorare con Emory, lei lo ricatta minacciando di utilizzare Grant per le sue ricerche. Costringe così il diciassettene e inesperto Justin a divenire suo amante, e lo droga e gli somministra nastri per eliminare le sue residue resistenze. Justin ne resta traumatizzato, e questo provoca in lui ripetuti "flash di nastri", simili ai flashback che affliggono le persone colpite da disturbo post traumatico da stress. Justin tenta di nascondere a suo "padre" la relazione, ma Jordan infine viene a saperlo, e, furioso, affronta la Emory.
Più tardi Emory viene trovata morta, e forti sospetti di omicidio cadono su Jordan, che si proclama innocente, ma acconsente a confessare per proteggere Justin e Grant. Grazie al suo status di speciale, gli viene inflitto soltanto l'esilio, in una remota stazione di ricerca dall'altra parte del pianeta. In seguito si scoprirà che il rejuv era diventato inefficace per la Emory, che comunque stava morendo di tumore.
L'ultimo progetto della Emory consisteva nella clonazione di un promettente giovane chimico, per verificare se fosse possibile ricreare anche le sue capacità. Un precedente tentativo su Estelle Bok, scopritrice dell'equazione alla base dei viaggi a velocità ultraluce, era fallito. Ma secondo Emory l'insuccesso era dovuto al fatto che la clone Bok era cresciuta in un ambiente sociale diverso da quello dell'originale. Il vero, segreto obiettivo di Emory era quello di clonare se stessa, e di fare in modo che la sua clone vivesse una vita il più possibile simile alla sua, fino ad avere gli stessi parametri fisiologici e livelli ormonali, e che le fossero assegnati due azi (Florian e Catlin) come compagni e guardie del corpo, così come era successo a lei. Emory inoltre aveva scritto un potente e sofisticato programma che facesse da guida alla sua clone. Con l'improvvisa morte di Emory e lo sconvolgimento prodotto in Reseune e nella Confederazione, questo secondo progetto viene avviato immediatamente.
Ari, la clone di Emory, è allevata da Jane Strassen, una dei migliori scienziati di Reseune, e la persona più simile alla madre di Emory, Olga. Anche Florian e Catlin vengono replicati (compito molto più facile per gli azi). Quando Ari ha sette anni, Strassen viene improvvisamente trasferita a Fargone (una lontana stazione spaziale) per simulare la morte di Olga. Ari viene affidata a Denys Nye, amministratore di Reseune. A questo punto l'esperimento è chiaramente riuscito, poiché Ari è brillante quanto la sua originale; ma grazie ai progressi tecnologici, alla conoscenza delle esperienze della prima Emory, e al fatto che Jane Strassen è stata una madre migliore, Ari è avanti di qualche anno e meglio integrata socialmente.
Quando Ari ha quasi nove anni, i centristi, per prendere il potere, tentano di approfittare di uno scandalo in cui Emory è coinvolta: il deliberato abbandono di una colonia segreta della Confederazione sul pianeta Gehenna (territorio della Lega), avvenuto circa sessant'anni prima, alla fine delle guerre dell'Anonima. La scoperta di Gehenna provoca un serio incidente diplomatico con la Lega, e per evitare che informazioni dannose per Reseune vengano rese pubbliche, Denys e Giraud Nye sono costretti a svelare l'esistenza di Ari, e ottengono che venga legalmente riconosciuta come clone di Emory, con il diritto a tutti i beni di quest'ultima. Denys deve quindi rivelare ad Ari chi è e quanto la sua vita sia stata manipolata.
Poiché appare profondamente sospetto ai dirigenti di Reseune, a Justin viene ordinato di tenersi alla larga da Ari. Tuttavia egli non può evitare di incontrarla casualmente di tanto in tanto. Gradualmente lei lo prende in simpatia e giunge a comprendere ad apprezzare le sue capacità, anche perché i suoi interessi si trovano nel campo di ricerca della stessa Ari. Poco dopo il raggiungimento della maggiore età da parte di Ari, lei ottiene che Justin e Grant siano trasferiti nel suo reparto. Ma quando la sedicenne Ari fa un avance verso Justin, resta offesa e irata per il suo brusco rifiuto. Justin è costretto a rivelare il motivo, e Ari scopre che Emory aveva sedotto Justin non solo per sesso, ma anche per poter eseguire su di lui un intervento psichico che lo liberasse dall'influenza del padre e lo mettesse in condizioni di lavorare per lei. L'intervento era rimasto incompleto alla morte di Emory, e Ari tenta di rimediare al danno psicologico inferto a Justin, per quanto può.
Ari gradualmente accetta e comprende il fatto che somiglia moltissimo ad Emory: a volte non è facile capire dove finiscono i ricordi dell'una e cominciano quelli dell'altra. Ari riprende l'attuazione dei progetti segreti di Emory, che le vengono comunicati da Base Uno (il computer programmato da quest'ultima per guidare e proteggere la sua clone), e che non sono noti a nessun altro. Emory aveva intenzione di modificare la stessa struttura sociale della Confederazione, cosa che secondo lei era necessaria per impedirne il crollo.
Giraud Nye era succeduto ad Emory nel Consiglio dei Nove alla morte di lei. La morte improvvisa di Giraud provoca una crisi politica, aggravata dal fatto che i Pacifisti (un gruppo terrorista) manipolano Jordan per i loro fini. Un tentativo di assassinare Ari viene sventato in extremis, quando l'allarme dato da Justin permette a Catlin e Florian di neutralizzare un sicario imprevedibile. La causa di una così grave violazione della sicurezza può trovarsi soltanto ai vertici di Reseune, e i sospetti di Ari cadono su Denys Nye. Quando Denys tenta di attirarla di nuovo in trappola promettendo le dimissioni, Florian e Catlin lo uccidono, con rammarico di Ari.

## Personaggi principali
- Ariane Emory I – scienziata, amministratrice di Reseune e consigliere della Scienza
- Ariane Emory II - clone di Emory I
- Florian e Catlin – guardie del corpo azi di Emory I; entrambi sono soppressi alla morte di Emory I e replicati per Emory II
- Denys Nye – amministratore di Reseune dopo la morte di Emory I; assume la tutela della giovane Emory II dopo la partenza di Jane Strassen
- Giraud Nye – fratello di Denys Nye e capo della Sicurezza di Reseune; diviene consigliere della Scienza dopo la morte di Emory I
- Jordan Warrick – scienziato di Reseune, progettista di nastri educativi
- Paul – compagno e amante azi di Jordan Warrick
- Justin Warrick - clone e figlio di Jordan Warrick
- Grant - azi creato da Emory I dal genoma di un altro speciale; allevato come "fratello" di Justin, in seguito diviene suo compagno ed amante
- Jane Strassen – scienziata di Reseune; fa da madre per Emory II fino all'età di sette anni
- Yanni Schwartz – scienziato di Reseune; insegnante e superiore di Justin Warrick fino al suo trasferimento; succede a Denys Nye come amministratore di Reseune
- Petros Ivanov – medico di Reseune
- Amy Carnath, Maddy Strassen, 'Stasi Ramirez, Tommy Carnath, Sam Whitely – amici d'infanzia di Emory II, che li recluta segretamente nella sua banda
- Ollie – assistente e amante azi di Jane Strassen
- Seely – assistente azi di Denys Nye
- Abban – assistente azi di Giraud Nye
- Nelly – governante azi della giovane Emory II
- Mikhail Corain – consigliere dei Cittadini, leader moderato del partito centrista
- Leonid Gorodin – ammiraglio, consigliere della Difesa
- Vladislaw Khalid – consigliere della Difesa, successore di Gorodin, nemico di Reseune e rivale di Corain
- Catherine Lao – consigliere dell'Informazione e sostenitrice di Reseune

## Premi
- 1989 – premio Hugo: vincitore nella categoria miglior romanzo[1]
- 1989 – SF Chronicle Award, vincitore nella categoria miglior romanzo
- 1989 – British Science Fiction Association Award, candidato al premio come miglior romanzo di fantascienza[1]
- 1989 – premio Locus, vincitore nella categoria miglior romanzo di fantascienza[1]
- 1998 – premio Locus, migliore romanzo di fantascienza di ogni tempo prima del 1990: 38º in classifica[2]